# Sint-Niklaaskerk (Morkhoven)
De Sint-Niklaaskerk is een kerk in het centrum van Morkhoven.
De neogotische Sint-Niklaaskerk dateert van 1909 en is een ontwerp van architecten Jules Bilmeyer en Van Riel uit 1906. 
Het sobere bakstenen kerkgebouw heeft een driebeukig schip van vijf traveeën transept.
In de kerk bevinden zich schilderijen uit de 17e eeuw, waaronder een Verschijning van de Heilige Nicolaas aan Constantinus en houtwerk uit de 18e eeuw.
Het Maria-altaar is afkomstig van het Besloten Hof te Herentals.
De toren aan de noordwestelijke zijde van de kerk dateert uit de 13e (het deel in ijzerzandsteen) en 15e eeuw (in bak- en zandsteen) en is gebouwd in vroeggotiek. De toren werd beschermd als monument van onroerend erfgoed op 13 oktober 1986. Een restauratie naar de plannen van architect P. Gevers liep van 1999 tot 2000.